# Franz Binz

Franz Binz

Franz Josef Binz (* 2. November 1896 in Düren; † 22. Juni 1965 in Zülpich) war Reichstagsabgeordneter der NSDAP.

## Leben
Der Sohn eines Eisenbahn-Packmeisters besuchte ab 1902 in Düren die Volksschule und das Realgymnasium, das er im März 1914 mit der Obersekundareife abschloss. Im April 1914 trat er in die Kaiserliche Marine ein und wurde als Kadett an Marineschulen zum Seemann ausgebildet. Ab Oktober 1914 absolvierte er in einer Dampfkessel- und Maschinenfabrik eine Ausbildung im Maschinenbau. Im Juni 1915 kehrte Binz zur Marine zurück und legte nach weiteren Schulungen im Oktober 1916 das ingenieurtechnische Examen ab. Während des Ersten Weltkrieges diente er bei der Minensuchflotte Nordsee und bei der U-Bootgeleitflottille. Nach Kriegsende war er von November 1918 bis Oktober 1919 im Freiwilligen Minenräumdienst beschäftigt; ausgezeichnet mit dem Eisernen Kreuz beider Klassen, wurde Binz 1920 im Rang eines Leutnants aus der Reichsmarine entlassen. Binz kehrte nach Düren zurück und machte sich 1921 nach einer kurzen Beschäftigung bei der Reichsbahn als Kaufmann in der Papier- und Druckereibranche selbstständig.
Von 1921 bis 1924 war Binz Mitglied der SPD. Er trat zum 1. April 1927 in die NSDAP (Mitgliedsnummer 60.530) sowie die SA ein und war ab 1927 Ortsgruppenleiter der NSDAP in Düren sowie der dortige Kreispropagandaleiter. Organisierte Strukturen der NSDAP im Raum Düren lassen sich erst für 1929 nachweisen. Wahrscheinlich ab 1930 gab Binz die Dürener Nationalzeitung heraus; von 1930 bis 1933 war er der Schriftleiter des Westdeutschen Beobachters. Ab 1929 trat Binz als Gauredner im Gau Rheinland-Nord auf, ab 1931 war er Reichsredner der NSDAP. Mit einer kurzen Unterbrechung war Binz von Oktober 1930 bis Juni 1939 Bezirks- oder Kreisleiter der NSDAP im Kreis Schleiden in der Eifel. Zwischen Mai 1932 und April 1933 leitete er zusätzlich die NSDAP im Kreis Bergheim (Erft).
1931 wurde Binz wegen der Beleidigung eines Landrates zu 500 RM Geldstrafe oder 50 Tagen Gefängnis verurteilt. Ende 1931 erhielt er eine dreimonatige Gefängnisstrafe wegen der Teilnahme am SA-Aufmarsch in Braunschweig und wurde wegen diesen Verstoßes gegen das Republikschutzgesetz am 8. Januar 1932 verhaftet. In seinen biografischen Angaben im Reichstagshandbuch bezeichnete Binz sich später als „steckbrieflich politisch verfolgt“ und gab an, er habe „hohe Gefängnisstrafen verbüßt“.
Nach der Machtergreifung der Nationalsozialisten wurde Binz im November 1933 Mitglied des Reichstages. Als Kreisleiter für Schleiden setzte sich Binz 1934 für die Errichtung eines großen Partei-Schulungslagers ein, dessen Kommandant er wurde. Aus dem Lager entstand die „Ordensburg Vogelsang“, eine Schulungsstätte der NSDAP für die Ausbildung ihres Führungsnachwuchses. Binz war in der Bauphase der „Ordensburg“ zwischen 22. September 1934 und 1. Juli 1935 der „Burgkommandant“. Von 1934 bis 1938 war Binz Vertragsangestellter der Deutschen Arbeitsfront (DAF). Von 1935 bis 1938 war er Gaubeauftragter und stellvertretender Gauobmann dieser Einheitsorganisation von Arbeitgebern und Arbeitnehmern und unterstand damit direkt dem Gauleiter für den Gau Köln-Aachen Joseph Grohé. Am 11. Januar 1939 wurde Binz „Reichstreuhänder der Arbeit für das Wirtschaftsgebiet Rheinland“ als regionaler Vertreter des Reichsleiters der DAF, Robert Ley, am 1. September 1943 zudem Präsident des Gauarbeitsamtes für Köln-Aachen.
Am 30. Januar 1939 zum SA-Obersturmführer befördert, trat Binz am 1. Juli 1941 von der SA zur Reiter-SS (Mitgliedsnummer 393.392) über, in der er im Januar 1943 zum Obersturmbannführer befördert wurde. Von Juni bis August 1943 war Binz vorübergehend mit der Führung des SS-Grenadier-Ausbildungs- und Ersatz-Regiments 14 beauftragt; am 25. August 1944 wurde er zum Generalkommando des XII. SS-Armeekorps versetzt.
Bei Kriegsende wurde Binz am 8. April 1945 von alliierten Truppen gefangen genommen und bis zum 12. April 1948 im Internierungslager Staumühle bei Paderborn interniert. In der Entnazifizierung wurde Binz als „Belasteter“ eingestuft, seine hiergegen eingelegte Berufung blieb erfolglos. Binz wohnte später in Heimbach im Kreis Schleiden und vermietete dort Ferienhäuser.
Peter Binz (1901–1985), von 1931 bis 1945 NSDAP-Kreisleiter von Düren, war ein Bruder von Franz Binz.